# Bom Jardim de Goiás
Bom Jardim de Goiás är en kommun i Brasilien.   Den ligger i delstaten Goiás, i den centrala delen av landet, 400 km väster om huvudstaden Brasília. Antalet invånare är 8 423.
Omgivningarna runt Bom Jardim de Goiás är huvudsakligen savann. Runt Bom Jardim de Goiás är det mycket glesbefolkat, med 4 invånare per kvadratkilometer.